# Ваньоньи, Эммануэл
Эммануэл Ваньоньи (англ. Emmanuel Wanyonyi; род. 1 августа 2004, Занзойский округ, Рифт-Валли) — кенийский легкоатлет, специализируется в беге на средние дистанции. Серебряный призёр чемпионата мира 2023 года.

## Биография
Первый опыт участия в международных чемпионатах Эммануэль Ваньони получил в 2021 году, когда выиграл золотую медаль в беге на 800 метров на чемпионате мира среди спортсменов до 20 лет с результатом 1:43,76.
В июле 2022 года он вышел в финал чемпионата мира в Юджине, заняв там четвёртое место с результатом 1:44,54. На чемпионате мира по кроссу 2023 года в Батерсте он в составе смешанной эстафеты выиграл с результатом 23:14.
В 2023 году на чемпионате мира по лёгкой атлетике, который состоялся в Будапеште, атлет из Кении, в беге на 800 метров, с результатом 1:44,53 стал серебряным призёром чемпионата мира.